# Imke Sommer

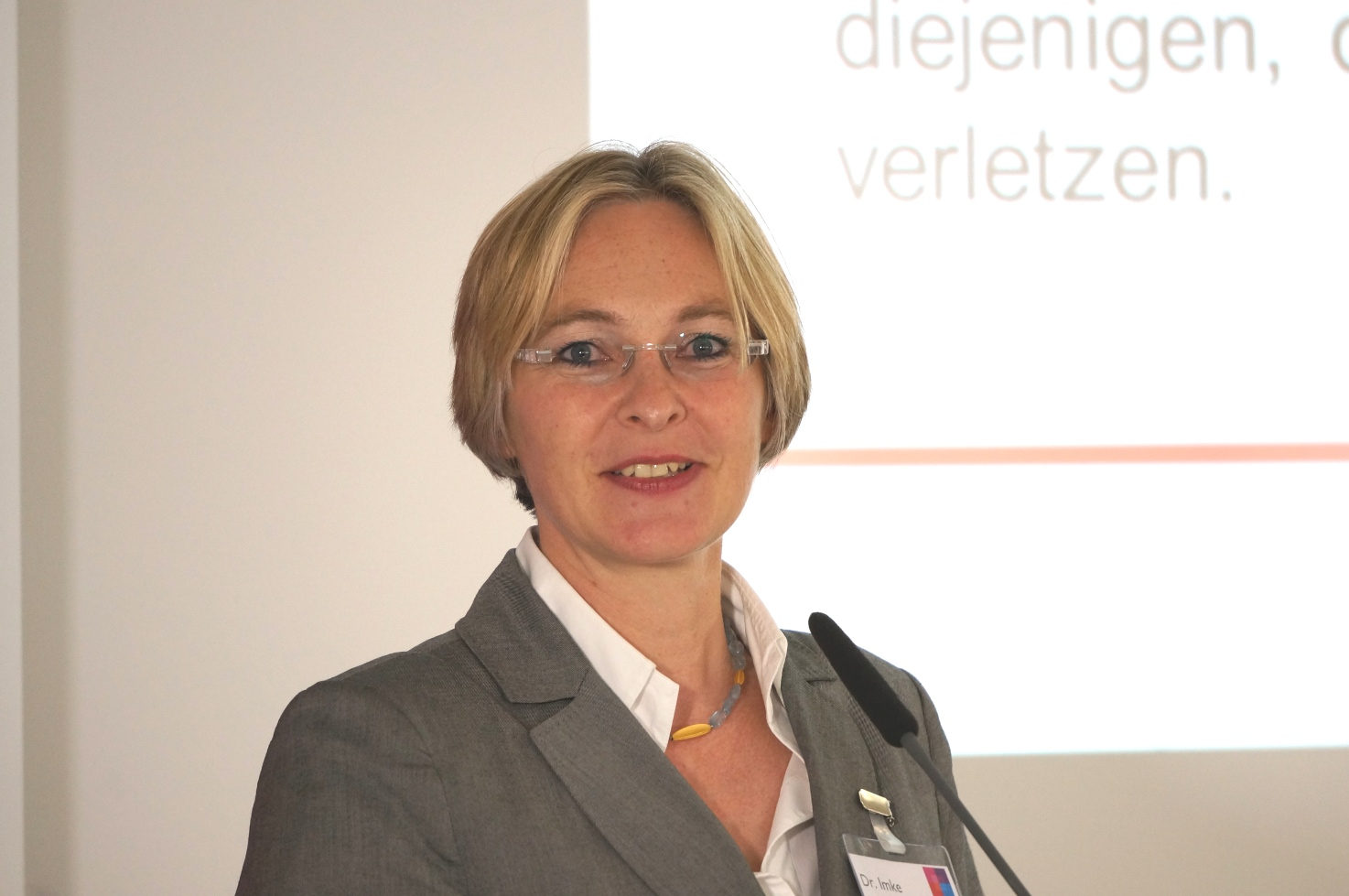
Imke Sommer (2014)

Imke Sommer (* 1966) ist eine deutsche Juristin, ehemalige Landesdatenschutzbeauftragte in Bremen und aktuelle Präsidentin des Rechnungshofs der Freien Hansestadt Bremen.

## Biographie
Sommer studierte Rechtswissenschaften in Göttingen und promovierte zum Dr. iur.

## Berufliche Tätigkeit
Nach der Arbeit in verschiedenen Rechtsanwaltskanzleien arbeitete sie als Referentin für Rechtsangelegenheiten im Bereich der Informationstechnologie sowie im Bereich Datenschutz bei der Senatorin für Finanzen in Bremen.
Vom 1. Mai 2009 bis 25. Januar 2024 übte sie das Amt des Landesdatenschutzbeauftragten der Freien Hansestadt Bremen aus. Ihr Nachfolger wurde Timo Utermark.
2024 wurde sie von der Bremer Bürgerschaft als Nachfolgerin von Bettina Sokol zur Präsidentin des Landesrechnungshofs gewählt.

## Sonstiges
Sommer ist Mitglied der SPD.

## Veröffentlichungen
- Wolfgang Däubler, Peter Wedde, Thilo Weichert, Imke Sommer: EU-DSGVO und BDSG - Kompaktkommentar. 3. Auflage. Bund-Verlag, Frankfurt 2024, ISBN 978-3-7663-7303-8, S. 1582.